# 贵橡
贵橡（Honor Oak）是伦敦的一个近郊区，主要属于刘易舍姆区，部分属于萨瑟克区。其名称起源于贵橡山，或一棵树山。1602年5月1日，伊丽莎白一世与波马利斯的理查德·巴尔克利爵士在刘易舍姆区地区山顶的一颗橡树旁野餐。这棵橡树被称为贵橡，四周环绕着栏杆。

## 相关链接
- SE23.com - The local community website for Forest Hill and Honor Oak, London SE23 （页面存档备份，存于）
- 贵橡基督徒交通中心
- Walter Segal Self Build Trust （页面存档备份，存于）
- The Honor Oak, Public House （页面存档备份，存于）
- One Tree Hill Allotments  （页面存档备份，存于）